# Hive (juego de mesa)
Hive (en español, Colmena) es un juego de estrategia abstracto de mesa con temática de insectos. Fue diseñado por John Yianni y publicado en 2001. Más adelante, fue producido por Gen42 Games.
El objetivo de Hive es capturar a la abeja reina del oponente, rodeándola completamente por sus seis lados con cualquier tipo de pieza hexagonal (sin importar cuáles sean). Al mismo tiempo, se debe evitar que capturen a la propia reina.
Hive comparte algunas similitudes con el ajedrez, como el objetivo de neutralizar una pieza clave del rival, pero se juega de una forma muy diferente. Entre sus particularidades, destaca el hecho de que no existen capturas de piezas. Además, el juego comienza sin tablero: las piezas se colocan directamente en la superficie de juego. Cada jugador puede llegar a colocar hasta 14 piezas (si se incluyen expansiones), y la colmena va creciendo hasta alcanzar su máxima extensión en la etapa final de la partida.

## Composición
El juego utiliza fichas hexagonales que representan distintos insectos, cada uno con un tipo de movimiento único. Las dos primeras ediciones incluían piezas de madera con pegatinas a color (azules y plateadas según el jugador). La tercera edición se presentó con piezas de baquelita (resina fenólica), en colores blanco y negro, con grabados pintados según el insecto representado.
El juego base incluye 22 piezas (11 por jugador), correspondientes a los siguientes animales (los colores corresponden a los de la tercera edición):
- 1 Abeja Reina (amarillo dorado)
- 2 Arañas (marrón)
- 2 Escarabajos (púrpura)
- 3 Saltamontes (verde)
- 3 Hormigas Soldado (azul)

Posteriormente, se lanzaron expansiones que, al incorporarse al conjunto base, completaron la versión oficial de Hive (coloquialmente llamada *Hive-PLM*, con 14 piezas por jugador, 28 en total):
- 1 Mosquito (gris)
- 1 Mariquita (roja)
- 1 Cochinilla o Bicho Bola (cian)

El juego incluye una bolsa de transporte (una bolsa de tela negra con cordón en las ediciones antiguas y un estuche de nailon con cierre en la versión actual). Gracias a la durabilidad de las piezas y la ausencia de tablero, Hive se promociona como un juego portátil que puede jugarse en cualquier superficie relativamente plana.
En 2011 se lanzó la edición Hive: Carbon, una versión monocromática con insectos blancos sobre fichas negras y viceversa, eliminando los colores característicos. Esta edición incluye sólo las expansiones del mosquito y la mariquita.
En 2012, el editor lanzó una edición "de bolsillo" de Hive de menor precio, con piezas más pequeñas (también de baquelita), e incluyó de nuevo las expansiones del mosquito y mariquita. 

## Cómo se juega

### Configuración y colocación
El juego comienza sobre una superficie libre, donde cada jugador coloca sus piezas estratégicamente. Las piezas deben estar conectadas con otras del mismo color, sin tocar las del oponente. Una vez que se ha colocado la abeja reina, las piezas pueden comenzar a moverse según sus habilidades específicas. Por ejemplo, la araña se desplaza exactamente tres espacios, mientras que el escarabajo puede trepar y colocarse sobre otras piezas.
En cada turno, un jugador puede colocar una nueva pieza de su "reserva" o, si ya ha colocado su abeja reina, mover una pieza según su movimiento o habilidad. Una nueva pieza, cuando se coloca, debe estar adyacente únicamente a las piezas de su propio color; no puede tocar ninguna de las piezas del jugador contrario por ninguno de sus seis lados. La única excepción a esta regla es la primera colocación de la partida, pues sí o sí tienen que empezar 2 piezas rivales en contacto para respetar la regla de la única colmena (que se verá en la sección de Movimiento a continuación). La primera pieza jugada del blanco, simplemente la coloca en mitad de la superficie de juego, y la primera pieza del jugador negro debe estar adyacente a la pieza del primer jugador. Una vez colocada, una pieza puede moverse a un nuevo espacio independientemente del color de las piezas que toque, excepto que debe estar adyacente a al menos otra pieza. 
Una vez colocada la abeja reina, el jugador tiene la libertad de colocar otras piezas de su reserva o mover alguna de las ya colocadas respetando sus movimientos; a medida que se colocan las piezas, la estructura de la colmena se va haciendo cada vez más grande hasta que estén las 28 piezas colocadas, quedando muchas rodeadas o bloqueadas por otras.
La abeja reina debe ser colocada forzosamente en el turno 2, 3 o 4 de cada jugador, es decir no puede haber 4 piezas de un jugador sin que una de ellas sea la reina, tampoco se puede colocar como primera pieza (conocido como regla de torneo), pues, experimentalmente da gran porcentaje de tablas al dar más facilidad de que ambas reinas queden rodeadas simultáneamente tras un mismo movimiento, una de las formas de empatar en Hive. Puede ser preferible colocar la abeja antes de ser forzado en el cuarto turno porque el jugador no puede mover ninguna pieza hasta que se coloque la abeja reina.

### Piezas y Movimientos
El movimiento de piezas en Hive se rige por la forma hexagonal de las fichas. Las piezas deben estar situadas de manera que una cara del hexágono entre en contacto con la cara de otro hexágono adyacente, y un movimiento de un "espacio" equivale a un desplazamiento a un área diferente (imaginaria) con forma de hexágono que es adyacente tanto al espacio actual como al a otra pieza. El juego no tiene un tablero como tal, sin embargo, se puede considerar que se juega en un plano infinito de hexágonos teselado.
Una regla importante en Hive es la regla de la única colmena; una pieza nunca puede moverse de modo que, durante o después de su movimiento, haya dos grupos separados de piezas en juego, de forma que si estuviesen pegadas, siempre pudieras levantar toda la estructura del juego desde un único extremo. Incluso si como resultado del movimiento de la pieza, el diseño sigue siendo un grupo, si la colmena se desconecta a mitad de que la pieza esté realizando su movimiento, el movimiento es ilegal. Esto permite la estrategia básica de "atrapar" o "clavar" una pieza o piezas contrarias moviendo la propia pieza hacia el exterior de la pieza contraria; la pieza contraria entonces no podría moverse legalmente, ya que la pieza que la clava hace que si se mueva rompa la colmena en 2, dejándola momentáneamente bloqueada en la partida.
Hay dos detalles, los movimientos se realizan por alrededor del perímetro de las otras piezas de la colmena, y una pieza nunca puede entrar o salir de un hexágono que esté casi total o completamente rodeado (conocido como la Regla de Libertad de Movimiento). Ambas reglas se indican a continuación.
Los movimientos de cada una de las 8 piezas diferentes del juego son los siguientes (el número entre paréntesis indica el número de cada tipo de pieza por jugador):
- La Abeja Reina (1) es una de las más limitadas en movimiento, similar al rey en el ajedrez, sólo puede moverse un espacio a la vez en cualquier dirección. Aunque sea restringido, un movimiento oportuno de la Reina puede evitar que quede atrapada y frustrar los planes del oponente.
- El Escarabajo (2), al igual que la Abeja Reina, sólo puede moverse un espacio a la vez. Sin embargo, a diferencia de la Reina, un Escarabajo también puede subirse a cualquier pieza adyacente, y luego, si el jugador así lo desea, puede ir moviéndose de un espacio en un espacio por la parte superior de la colmena. La pieza debajo del Escarabajo no se puede mover mientras el Escarabajo permanezca encima, aparte, a la hora de colocar nuevos bichos, ese espacio cuenta como el color del Escarabajo que se encuentre arriba, facilitando nuevas posibles colocaciones. Los Escarabajos pueden subirse encima de otros escarabajos incluso cuando ese Escarabajo está encima de otra pieza; llegando incluso a ver "torres" de estos junto con mosquitos como luego se explica. En cualquier momento que esté en un borde, puede bajar de la parte superior de la colmena al nivel inferior desde cualquier altura.
  - Los Escarabajos tienen una restricción de movimiento importante aunque no muy común, una variación de la regla de libertad de movimiento; un Escarabajo no puede moverse directamente entre dos hexágonos adyacentes si hacerlo requeriría pasar a través de un espacio entre dos pilas de piezas que son ambas más altas que el hexágono de origen (sin el Escarabajo en él) y el hexágono de destino. Sin embargo, el Escarabajo puede tomar dos turnos para llegar a este lugar, subiéndose primero hacia cualquiera de las pilas que bloquean su camino, también se aplica mientras se está moviendo por encima de la colmena, que haya otros dos Escarabajos que causan que tu escarabajo no pueda deslizarse hacia un espacio adyacente si no es levantando la pieza.
  - Dudas comunes: aunque un escarabajo se suba a una Reina rival no quiere decir que ya haya ganado, el objetivo del juego es rodearla, no dejar un bicho encima, aunque si facilita la posibilidad de colocar nuevos bichos directamente en contacto con la reina rival que de otra manera no se podría. Tampoco significa que si tu Escarabajo cubre tu propia Reina para  inmortalizada, aunque no se vea sigue estando ahí y si queda rodeada pierdes.
- La Araña (2) puede moverse exactamente tres espacios alrededor del perímetro de la colmena. Durante estos tres espacios no puede retroceder, siempre tienen que ser continuos. Aún teniendo un movimiento tan restringido, sigue teniendo sus utilidades y estrategias.
- El saltamontes (3) es, como su homónimo, una pieza que salta; se mueve saltando sobre una o más piezas en línea recta hasta el primer espacio adyacente en el lado opuesto de la línea de piezas. Siempre salta en dirección a una de sus caras, nunca a una de sus esquinas, de forma que por sí solo, tendrá el mismo número de movimientos que lados en contacto con otros bichos, con un mínimo de 1 movimiento (si no está bloqueado), hasta 6. Debido a esta forma de movimiento, puede atravesar rápidamente de un lado al otro de la colmena y, al igual que el Escarabajo, es uno de los pocos que puede alcanzar un espacio completamente rodeado, pues como no se arrastra alrededor de la colmena, puede saltar a esos espacios.
- La Hormiga Soldado (3) puede moverse sólo alrededor del perímetro de la colmena, como la Reina o la Araña, pero a diferencia de esas dos piezas, puede moverse tantos espacios como el jugador desee, como una Araña pero sin ninguna limitación en términos de espacios requeridos. Esto convierte a la Hormiga en una pieza muy poderosa, capaz de moverse desde cualquier lugar del borde de la colmena a cualquier otro lugar para atrapar una pieza enemiga o liberar una pieza atrapada.
- El Mosquito (1) es una pieza que adquiere el poder de cualquier pieza (propia o del oponente) adyacente a ella. Si el Mosquito está junto a un Saltamontes, por ejemplo, el Mosquito puede moverse como un Saltamontes. Si el Mosquito sube a la colmena usando los poderes del Escarabajo, durante su estancia arriba de la colmena, se le aplican únicamente las reglas del Escarabajo, hasta que este baje de nuevo al nivel principal. Si un Mosquito toca a otro Mosquito, cada Mosquito solo obtiene los poderes de las piezas inmediatamente adyacentes a él; un Mosquito no puede heredar poderes a través de otro Mosquito. De forma que si un Mosquito únicamente está en contacto con otro, no tiene ningún movimiento legal.
- El Bicho Bola o Cochinilla (1), al igual que la reina, se mueve un espacio alrededor de la colmena. Aparte de eso, tiene una habilidad que le permite mover una pieza junto a él a un espacio libre que también esté junto a él. La acción ocurre en dos pasos. Paso 1: la Cochinilla levanta la pieza de la colmena. Paso 2: la Cochinilla coloca la pieza en un espacio libre junto a él. Es importante comprender estos dos pasos porque la Cochinilla no puede romper la regla de una colmena. Es decir, no puede mover una pieza esencial para la Colmena. Esta habilidad la hace la principal defensora de su reina, ya que la aleja del peligro, como una temible arma de ataque si llega a acercarse a la reina rival. También tiene algunas restricciones: la Cochinilla no puede mover una pieza si ella o la pieza que mueve están cubiertos; la Cochinilla no puede mover una pieza si esa pieza fue movida justamente en el turno anterior; La pieza que justamente movió, en el caso que sea del rival, no la puede mover en el turno que le toca al rival; por eso mismo, la Cochinilla no puede mover una pieza si él mismo fue movido en el turno más reciente; la Cochinilla no puede mover una pieza a través de una "puerta de Escarabajos" (si hay dos Escarabajos creando una puerta en el segundo nivel de la Colmena, como explicamos en la restricción de movimientos del Escarabajo).
- La Mariquita (1) es una pieza que se mueve trepando temporalmente sobre una pieza adyacente, moviéndose sobre una pieza diferente por arriba de la colmena y luego volviendo a bajar a un espacio abierto del nivel inferior de la colmena. Siendo una de las piezas que puede llegar a espacios cerrados, también se le aplica la restricción de la "puerta de Escarabajos".

Si un jugador no puede realizar ningún movimiento legal, su turno pasa y el otro jugador se mueve dos veces (o más) seguidas, hasta que gane la partida o deje, por despiste o por estrategia, a su rival algún movimiento legal de nuevo. 

### Final del juego
El juego termina con un ganador cuando una abeja reina es capturada rodeándola por los 6 lados, por las piezas de cualquiera de los jugadores, y el jugador cuya abeja reina está rodeada pierde el juego. También una partida puede llegar de 3 maneras al empate o tablas:
- Por mutuo acuerdo de ambos jugadores, normalmente cuando la posición queda alargada de forma que sólo las piezas de los extremos tienen movimientos legales respetando la regla de la única colmena, y las reinas están suficientemente a salvo como para que ningún jugador quiera arriesgarse a seguir jugando, con pocos bichos libres cada jugador.
- Si un movimiento rodea simultáneamente ambas Abejas Reinas. Sí o sí las reinas tienen que estar suficientemente cerca, con un máximo de un hexágono de separación como para que esto ocurra. 
- En una situación en la que el mejor movimiento de cada jugador durante un turno conduce a una repetición cíclica interminable de una serie de movimientos. Lo que se conoce como triple repetición. Esta muchas veces se da de la primera forma que explicamos.

## Aperturas
Las tres expansiones ya estaban en juego desde 2013, y más o menos desde 2015 se empezaron a consolidar algunas aperturas que hoy en día todavía se juegan, como muchas otras nuevas que salen tras los años. Aquí daremos unos breves conceptos.
Una de las principales características de las aperturas, son las posiciones que separan a ambas reinas, lo más normal es colocar la reina a un lado de tu pieza inicial, no necesariamente en el turno 2 (piense como primeras colocaciones la primera pieza del blanco a la izquierda y la del negro a la derecha vistas horizontalmente). Si el blanco coloca su reina abajo a la izquierda de su primer bicho y el negro abajo a la derecha del suyo, ambas reinas quedan a un espacio de diferencia (Configuración C de reinas), que a veces dan en tablas por rodeo simultáneo. En cambio si el negro coloca su reina arriba a la derecha, se puede observar que ambas reinas quedan prudentemente más separadas (Configuración Z de reinas). Más modernamente, abandonando algunos conceptos clásicos hacia un juego más moderno alrededor de 2018, se descubrió que se puede alejar la reina de su bicho inicial, llamadas estas aperturas "buffers", en las que se extiende la base inicial, siguiendo con la guía anterior digamos, otro bicho a la derecha del bicho inicial del negro, y luego la reina abajo a la derecha de ese segundo bicho, también de lado para evitar alargar tus propias piezas (error básico), pero algo más dinámico que jugar las reinas cerca.
Hablando ya en cuanto a aperturas concretas y no sólo configuraciones de reinas, diré algunas de las más principales:
- Apertura Fumanchu o Diamante: para blancas y negras, por uno de los primeros campeones del mundo, consiste en una estructura, tanto defensiva como potencialmente ofensiva, que empieza con la colocación de la mariquita (primera colocación más común), mosquito en línea pegado a tu mariquita respecto a la primera pieza que haya colocado tu rival, luego la reina y hormiga a ambos lados de la mariquita y mosquito, dan igual a cual lado pues es simétrico, como el orden que depende de lo que haya estado haciendo tu rival. Luego sigue con un ataque rápido o colocar la cochinilla pegada a tu reina de forma defensiva.
- Apertura Antispawn: más común para el negro, es principalmente una apertura defensiva, comenzando con la mariquita, reina de lado, y la cochinilla seguido de la reina, los 3 bichos en línea, para luego tener muchos espacios en los que colocar hormigas para el ataque, pues son una de las piezas principales que hay que usar en la apertura.
- Ataque empezando con Cochinilla: especialmente para jugar con blancas, se pone la cochinilla y la reina en línea, respecto al primer bicho inicial del rival, y después una rápida colocación de hormiga y mosquito para el ataque, ya que colocar primero la cochinilla hace que no te tengas que preocupar tanto por defender.
- Apertura Buffer: hay muchos tipos de buffers, entre ellos el Quodlibet buffer, uno de los mayores campeones históricos del Hive, que empieza con saltamontes, mariquita y reina, como una Fumanchu extendida (más común para negras), o la buffer clásica con mariquita, mosquito y reina, que suele encaminar en partidas largas hacia un final de juego, común en ambos colores.

Por supuesto no he profundizado casi nada en estas aperturas, que no llegan a ser ni el 30% de las que hay, como las variedades dentro de cada una, pero esta guía sirve para entender un poco cualquier apertura que se juega entre los jugadores más profesionales.
Para cualquier apertura se aplica que hay que hacer jugadas prácticas que tengan una idea detrás, tanto defensivas como para ataque. Colocar un saltamontes que no apunta a ningún espacio bueno o colocar escarabajos lejos de la reina rival son jugadas que hay que evitar, en cambio colocar una hormiga para en el siguiente turno ponerse en contacto con la reina rival o colocar la cochinilla al lado de la tuya para defender, son jugadas generalmente buenas.

## Expansiones (historia)
En 2007 se lanzó una expansión promocional que consistía en una nueva pieza de Mosquito para cada jugador. El Mosquito actúa como una especie de pieza "comodín"; Una vez jugado, el Mosquito adquiere los movimientos de cualquier otra pieza que esté tocando en ese momento, por lo que su movimiento y habilidades cambian durante el transcurso del juego. Por ejemplo, si un mosquito se encuentra junto a un saltamontes y una hormiga, puede saltar sobre una línea de piezas mientras el saltamontes se mueve o moverse alrededor de la circunferencia de la colmena como una hormiga. La única excepción a esta regla es que si se mueve encima de la colmena (como se mueve un Escarabajo), conserva las habilidades de un Escarabajo hasta que vuelve a bajar de la colmena. Sus 3 funciones principales suelen ser usarlo junto a una hormiga al principio de la partida o junto a una cochinilla, de manera que tengas 2 bichos defensores, aunque si un escarabajo llega a tapar la cochinilla el mosquito pierde la habilidad. También es común verlo como escarabajo, sobre todo en finales de partida si sigue libre.
En 2010, se anunció una expansión de Ladybug. Fue presentado en Essen 2010. La Mariquita se mueve tres espacios; dos encima de la colmena y luego uno abajo. Debe moverse exactamente dos encima de la colmena y luego mover uno hacia abajo en su último movimiento. No puede moverse por el exterior de la colmena y no puede finalizar su movimiento encima de la colmena. Esta expansión se lanzó a principios de 2011, primero en versiones electrónicas del juego para iPhone y en el sitio web de Hive, luego como parte de la edición Hive Carbon y finalmente como una expansión para la tercera edición de baquelita.
En enero de 2013, la cochinilla o bicho bola se anunció como una posible pieza de expansión y desde entonces se ha agregado al juego. Fue diseñado como una pieza defensiva, para contrarrestar las otras dos expansiones ofensivas y darle un poco de ventaja al segundo jugador. La cochinilla se mueve exactamente como una Reina. Además, tiene la habilidad especial, en lugar de moverse, de agarrar y mover otro insecto de cualquier color para colocarlo en un espacio diferente y desocupado adyacente a él. Esta habilidad especial puede usarse, por ejemplo, para salvar a tu reina cuando está a punto de ser rodeada por completo.

## Adaptaciones digitales
En 2007 se lanzó por primera vez Hive online, en BoardSpace, donde se lleva haciendo los campeonatos del mundo desde entonces, aunque no es común encontrar a gente jugando, normalmente sólo se juega cuando quedas con alguien con antelación. Y no es sólo para Hive, hay una gran cantidad de otros juegos.
En 2013, Cédric Leclinche, Antoine Tallotte y Elena Laskavaia desarrollaron una adaptación online al Hive. Está disponible como juego multijugador gratuito a través de boardgamearena.com . Aunque esta engloba miles de juegos de mesas, entonces no está especializado en Hive.
BlueLine Games lanzó su adaptación digital en 2013. La versión Steam multiplataforma de Hive incluye todas las expansiones y se puede jugar en modo multijugador y para un jugador. El lanzamiento del juego independiente de Xbox Live se llamó HIVE  y no incluía las expansiones.
Se ha lanzado una aplicación móvil para Android con el nombre Hive with AI (Hive con Inteligencia artificial). Está desarrollado y mantenido por el francés JB Chaubet. También conectada con BoardGameArena
En mayo de 2024, se puso a disposición un nuevo sitio web para jugar gratis en línea. hivegame.com La mejor aplicación que hay por el momento, además de que es única para Hive está en constante desarrollo.
Aunque no hay cifras exactas de ventas, su popularidad y reconocimiento en la comunidad de jugadores sugiere que ha tenido un número considerable de ventas. 

## Competiciones

### Campeonato Mundial deHiveen línea
John Yianni, diseñador de Hive, ha reconocido el torneo anual celebrado en www. BoardSpace.net como Campeonato Mundial Online Hive. A continuación se presenta una lista de ganadores:
2007
- Campeón: Peter Danzeglocke (Alemania), nombre de usuario: woswoasi.
- Segundo y tercer lugar: Russ Williams (Polonia), nombre de usuario: goulo.
- Segundo y tercer lugar: Quinn Swanger (Estados Unidos), nombre de usuario: zugzwang [5]

2008
- Campeón: Sean Chong (Malasia), nombre de usuario: ahchong.
- Segundo lugar: Christian Sperling (Alemania), nombre de usuario: Eucalyx.
- Tercer y cuarto lugar: Mike Schel (Estados Unidos), nombre de usuario: GRMikeS.
- Tercer y cuarto lugar: Dimitri BR (Brasil), nombre de usuario: humdeabril [6]

2009
- Campeón: Edwin de Backer (Países Bajos), nombre de usuario: EddyMarlo.
- Segundo lugar: Dimitri BR (Brasil), nombre de usuario: humdeabril.
- Tercer lugar: Luiz Flávio Ribiero (Brasil), nombre de usuario: Loizz.
- Cuarto lugar: (Alemania), nombre de usuario: Raccoons [7]

2010
- Campeón: Edwin de Backe (Países Bajos), nombre de usuario: EddyMarlo (primer ganador repetido).
- Segundo lugar: Luiz Flávio Ribiero (Brasil), nombre de usuario: Loizz
- Tercer lugar: Darío (Italia), nombre de usuario: Seneca29 [8]

2011
- Campeón: Randy Ingersoll (Estados Unidos), nombre de usuario: ringersoll.
- Segundo lugar: Jason (Estados Unidos), nombre de usuario: DrRaven.
- Tercer y cuarto lugar: Edwin de Backer (Países Bajos), nombre de usuario: EddyMarlo.
- Tercer y cuarto lugar: Dimitris Kopsidas (Grecia), nombre de usuario: Fumanchu [9]

2012
- Campeón: Dimitris Kopsidas (Grecia), nombre de usuario: Fumanchu.
- Segundo lugar: Christian Sperling (Alemania), nombre de usuario: Eucalyx.
- Tercer lugar: Randy Ingersoll (Estados Unidos), nombre de usuario: ringersoll.
- Cuarto lugar: Jon (Estados Unidos), nombre de usuario: BLueSS [10]

2013
- Campeón: 蔡慶鴻 Tsai Ching Hung (Taiwán), nombre de usuario: image13.
- Segundo lugar: Christian Sperling (Alemania), nombre de usuario: Eucalyx.
- Tercer lugar: Stepan Opalev (Rusia), nombre de usuario: stepanzo.
- Cuarto lugar: Tino Mihaljavic (Croacia), nombre de usuario: kkurtonis [11]

2014
- Campeón: Christian Sperling (Alemania), nombre de usuario: Eucalyx.
- Segundo lugar: Stepan Opalev (Rusia), nombre de usuario: stepanzo.
- Tercer y cuarto lugar: Christian Galeas Arce (Chile), nombre de usuario: Quodlibet.
- Tercer y cuarto lugar: 蔡慶鴻 Tsai Ching Hung (Taiwán), nombre de usuario: image13 [12]

2015
- Campeón: Christian Galeas Arce (Chile), nombre de usuario: Quodlibet.
- Segundo lugar: Tom Fyfe (Estados Unidos), nombre de usuario: nevir.
- Tercer y cuarto lugar: Lizihao (China), nombre de usuario: tanksc.
- Tercer y cuarto lugar: Henrik Bechstrøm (Noruega), nombre de usuario: Bechster [13]

2016
- Campeón: Dimitrios Kampilakis (Grecia), nombre de usuario: tzimarou.
- Segundo lugar: Christian Galeas Arce (Chile), nombre de usuario: Quodlibet.
- Tercer lugar: Christian Sperling (Alemania), nombre de usuario: Eucalyx.
- Cuarto lugar: Joe Schultz (Estados Unidos), nombre de usuario: Jewdoka [14]

2017
- Campeón: Joe Schultz (Estados Unidos), nombre de usuario: Jewdoka.
- Segundo lugar: Christian Sperling (Alemania), nombre de usuario: Eucalyx.
- Tercer y cuarto lugar: Christian Galeas Arce (Chile), nombre de usuario: Quodlibet.
- Tercer y cuarto lugar: Stepan Opalev (Rusia), nombre de usuario: stepanzo [15]

2018
- Campeón: Christian Galeas Arce (Chile), nombre de usuario: Quodlibet (segundo campeonato).
- Segundo lugar: Joe Schultz (Estados Unidos), nombre de usuario: Jewdoka.
- Tercer y cuarto lugar: Patrik Berggren (Suecia), nombre de usuario: HappyKiwi.
- Tercer y cuarto lugar: Povilas Šimonis (Lituania), nombre de usuario: Pseudomon [16]

2019
- Campeón: Christian Galeas Arce (Chile), nombre de usuario: Quodlibet (tercer campeonato).
- Segundo lugar: Joe Schultz (Estados Unidos), nombre de usuario: Jewdoka.
- Tercer lugar: Luiz Flávio Ribiero (Brasil), nombre de usuario: Loizz.
- Cuarto lugar: Frank Chen (Estados Unidos), nombre de usuario: Dube [17]

2020
- Campeón: Joe Schultz (Estados Unidos), nombre de usuario: Jewdoka (segundo campeonato).
- Segundo lugar: Christian Galeas Arce (Chile), nombre de usuario: Quodlibet.
- Tercer lugar: Frank Chen (Estados Unidos), nombre de usuario: Dube.
- Cuarto Lugar: Christian Sperling (Alemania), nombre de usuario: Eucalyx [18]

2021
- Campeón: Christian Galeas Arce (Chile), nombre de usuario: Quodlibet (cuarto campeonato).
- Segundo lugar: Frank Chen (Estados Unidos), nombre de usuario: Dube.
- Tercer lugar: Stepan Opalev (Rusia), nombre de usuario: stepanzo.
- Cuarto lugar: Ion Jianu (Rumania), nombre de usuario: Gandac [19]

2022
- Campeón: Joe Schultz (Estados Unidos), nombre de usuario: Jewdoka (tercer campeonato).
- Segundo lugar: Stepan Opalev (Rusia), nombre de usuario: stepanzo.
- Tercer lugar: Francesco Salerno (Italia), nombre de usuario: Frasco92.
- Cuarto lugar: Ion Jianu (Rumania), nombre de usuario: Gandac [20]

2023
- Campeón: Joe Schultz (Estados Unidos), nombre de usuario: Jewdoka (cuarto campeonato).
- Segundo lugar: Alex Norman (Estados Unidos), nombre de usuario: aenorman43.
- Tercer lugar: Patrik Berggren (Suecia), nombre de usuario: HappyKiwi.
- Cuarto lugar: Olivér Lelkes (República Checa), nombre de usuario: csigeee [21]

2024
- Campeón: Ben Harris, (Inglaterra), nombre de usuario: spfish.
- Segundo lugar: Patrik Berggren, (Suecia), nombre de usuario: HappyKiwi.
- Tercer lugar: Joe Schultz, (Estados Unidos), nombre de usuario: Jewdoka.
- Cuarto lugar: Olivér Lelkes (República Checa), nombre de usuario: csigeee.

### Presenciales
Convención Europea 2024 (Budapest)
- ORO: András Csoke (Hungría), nombre de usuario: InDusDus.
- PLATA: Francesco Salerno (Italia), nombre de usuario: Frasco92.
- BRONCE: Olivér Lelkes (República Checa), nombre de usuario: csigeee.

Convención Europea 2025 (Budapest)
- ORO: Simon Ébner (Hungría), nombre de usuario: SimHotA
- PLATA: András Csoke (Hungría), nombre de usuario: InDusDus.
- BRONCE: Pedro Antonio Álvarez Ruiz-Dorizzi (España), nombre de usuario: OrdepCubik.